# اد گری
اد گری (انگلیسی: Ed Gray؛ زادهٔ ۲۷ سپتامبر ۱۹۷۵) بازیکن بسکتبال اهل ایالات متحده آمریکا است.
از باشگاه‌هایی که در آن بازی کرده‌است می‌توان به آتلانتا هاوکس و هارلم گلوبتراترز اشاره کرد.